# Helm von Filottrano
Der Helm von Filottrano ist ein Helm und eine Schutzwaffe aus Italien.

## Beschreibung
Der Helm von Filottrano besteht aus Bronze und Eisen. Er wurde auf dem keltischen Gräberfeld von Filottrano in Italien Anfang des 20. Jahrhunderts gefunden. Der Helm besteht aus Bronze, die Helmkalotte ist halbrund gearbeitet und mit mehreren Zierrillen versehen. Auf der Vorderseite ist kurz über dem Helmrand ein Dekor in Form einer Münze angebracht. Oben auf dem Helm ist eine halbrunde Ausbuchtung ausgetrieben, die im Umfang deutlich kleiner ist als der übrige Helm. Auf dem Helm ist eine Helmzier angebracht, die Hörnern oder einer Art Antenne ähnelt. Die Wangenklappen sind dreieckig, was nur bei keltischen Helmen gebräuchlich ist, und mit dicken Bronzenieten beschlagen.